# تاسمانی شمالی
تاسمانی شمالی (به انگلیسی: Northern Tasmania) یکی از ده ناحیه ایالت تاسمانی در کشور استرالیاست. این ناحیه با داشتن مساحتی بالغ بر ۲۵٬۲۰۰ کیلومتر مربع در قالب ۸ شورای محلی اداره می‌شود:شورای بریک اودی، شورای دورسیت، جورج‌تاون، لانسستن، شورای تمر غربی، شورای دره میندر، میدلندز شمالی و جزیره فلیندرز. جمعیت این منطقه بالغ بر ۱۳۴٬۰۰۰ نفر است که ۲۸ درصد جمعیت ایالات تاسمانی را شامل می‌شود. شغل ۵۴ درصد ساکنین این ناحیه را دامداری تشکیل می‌دهد. بعد از جنگلداری با ۴۰ درصد و کشاورزی آبی با ۵ درصد مهمترین زمینه‌های اشتغال اهالی را فراهم کرده‌اند.
این منطقه نسبت به سایر مناطق تاسمانی از میانگین دمایی بالاتری بهره می‌برد و در طول تابستان بیش از ۱۵ ساعت آفتاب در آسمان حضور دارد. کشاورزی در این منطقه به ۵ روش در حال انجام است: کشاورزی سنت، تولید لبنیات، تولید میوه و سبزیجات و شراب‌سازی. این منطقه شرایط مناسبی برای پروش گونه‌های سردسیری انگور دارد. به طوریکه انگور تولیدی از تاکستان‌های این منطقه یه تنهایی ۷۵ درصد انگور تولیدی تاسمانی را تشکیل می‌دهد. از چوب جنگل‌های انبوه این منطقه نیز کاغذ و الوارهای چوبی و سایر فرآورده‌های چوبی تولید می‌شود. بزرگترین مرکز کشتی‌سازی تاسمانی در این منطقه و در شهر لانسستن واقع است.